# Stamp!
「Stamp!」（スタンプ!）は、SCANDALの21枚目のシングル。2015年7月22日にエピックレコードジャパンから発売された。

## 概要
通常盤、初回生産限定盤A・Bの3形態で発売され、初回生産限定盤にはSCANDAL WORLD TOUR 2015「HELLO WORLD」
東京国際フォーラム公演のライブ映像が収録されている。

## 収録曲
1. Stamp! [4:28]
作詞・作曲：MAMI　編曲：玉井健二、飛内将大
2. Flashback No.5 [3:56]
作詞：SCANDAL、玉井健二　作曲：MAMI、玉井健二　編曲：玉井健二、百田留衣
カップリング曲でオリジナルアルバムには未収録だが、ライブで頻繁に演奏される(ベストアルバム『SCANDAL』には収録)。
3. Stamp! (Instrumental)

### 初回生産限定盤A

#### DVD
- SCANDAL WORLD TOUR 2015「HELLO WORLD」～LIVE VIDEO SELECTION TYPE A～(2015.04.12 at 東京国際フォーラム　ホールA)
  - 瞬間センチメンタル
  - SCANDAL BABY
  - お願いナビゲーション
  - 下弦の月

### 初回生産限定盤B

#### DVD
- SCANDAL WORLD TOUR 2015「HELLO WORLD」～LIVE VIDEO SELECTION TYPE B～(2015.04.12 at 東京国際フォーラム　ホールA)
  - Graduation
  - 本を読む
  - 缶ビール
  - おやすみ